# マハーリ経
『マハーリ経』（マハーリきょう、巴: Mahāli-sutta, マハーリ・スッタ）とは、パーリ仏典経蔵長部の第6経。漢訳では『摩訶梨経』（まかりきょう）とも表現する。
伝統漢訳経典の中には、類似内容の経典は無い。
経名は、経中に登場するリッチャヴィ族の人物であるマハーリ（摩訶梨）に因む。

## 構成

### 登場人物
- 釈迦
- マハーリ - リッチャヴィ族の人間

### 場面設定
ある時、釈迦はヴァッジ国ヴェーサーリーのマハーヴァナ（大森）重閣精舎に滞在していた。
その頃そこにはコーサラ国やマガダ国のバラモンの使者が集まっており、十の称号（十号）と共に釈迦の評判が広まった。そこで、リッチャヴィ族のマハーリは、バラモン達と共に、釈迦を訪ねて行った。
マハーリは釈迦に「天界」について尋ねる。釈迦は、「天界」は修行者が解脱に至る精神統一の過程で体験するが、それ自体は目的ではないと述べつつ、三結・三毒・五下分結といった煩悩と、四向四果の関係について述べる。
続いて実践内容を尋ねられた釈迦は、八正道、それぞれ10箇ある小・中・大の3種の戒（それぞれ十善戒・十戒・十重禁戒に相当）、六根清浄、五蓋の除去（五禅支の生成）、四禅、そして六神通が述べられる。
マハーリはその内容を聞いて法悦し、三宝に帰依することを誓う。

## 日本語訳
- 『南伝大蔵経・経蔵・長部経典1』（第6巻） 大蔵出版
- 『パーリ仏典 長部（ディーガニカーヤ）戒蘊篇II』 片山一良訳 大蔵出版
- 『原始仏典 長部経典1』 中村元監修 春秋社